# Spinkowiec zmienny
Spinkowiec zmienny (Fibulomyces mutabilis (Bres.) Jülich) – gatunek grzybów z rzędu pie (Auriculariaceae).

## Systematyka i nazewnictwo
Pozycja w klasyfikacji według Index Fungorum: FibulomycesAtheliaceae, Atheliales, Agaricomycetidae, Agaricomycetes, Agaricomycotina, Basidiomycota, Fungi
Po raz pierwszy opisał go w 1898 r. Giacomo Bresàdola, nadając mu nazwę Corticium mutabile. W 1972 r. Walter Jülich przeniósł go do rodzaju Fibulomyces. Pozostałe synonimy naukowe.
- Athelia mutabilis (Bres.) Park.-Rhodes 1956
- Leptosporomyces mutabilis (Bres.) Krieglst. 1991

Polską nazwę zarekomendował Władysław Wojewoda w 2003 r.

## Morfologia
Owocniki gładkie, w stanie suchym grubo spękane, początkowo białawe na brzegach, później kremowe, błoniaste do cienko woskowych, ściśle przylegające do podłoża, z pajęczynowatym, białym brzegiem, zwykle z wyraźnie rozwiniętym subikulum z białych strzępek, z których niektóre pozostają przyczepione do podłoża, gdy warstwa hymenialna zostanie oddzielona.
Cechy mikroskopowe
Strzępki cienkościenne do nieco grubościennych u podstawy (ze ścianą o grubości 0,3–0,4 µm), o mniej więcej jednolitej średnicy około 2–4 µm, często gęsto pokryte kryształami. Wybrzuszenia występują na wszystkich poprzecznych ścianach, a boczne strzępki zwykle wyrastają z wybrzuszeń. Ryzomorfy nie są rzadkie w subikulum, ale są mniej częste na powierzchni; ich strzępki nie różnią się od strzępek subikulum. Anastomozy są rzadkie. Podstawki tworzą gęste skupiska na końcach podtrzymujących strzępek, zwykle są cylindryczne, rzadko nieco maczugowate, znacznie dłuższe w strefie obwodowej owocnika niż w środku, mierzące 10–20–(25) × 4–5 µm, zwykle z czterema sterygmami, czasami z dwoma na krawędzi owocnika. Dwuzarodnikowe podstawki mają wymiary około 3 × 0,5–1 µm, do 6 µm długości. Bazydiospory 3,5–5,5 × 1,8–2,8 µm, szkliste, cylindryczne do elipsoidalnych, z małymi bocznymi wyrostkami wnęki, cienkościenne, gładkie i nieamyloidalne. Oglądane z boku zarodniki są mniej więcej cylindryczne, oglądane z góry są wyraźnie elipsoidalne.
Nazwa gatunkowa „zmienny” pochodzi od tego, że jego zarodniki mają różny wygląd z różnych stron, ponadto w literaturze podawane są różne ich rozmiary. Charakterystyczna cechą tego gatunku jest woskowy, cienki owocnik (choć czasami również błoniasty).

## Występowanie i siedlisko
Występuje w Ameryce Północnej i Południowej, Europie, Azji i Australii. W Polsce W. Wojewoda w 2003 r. przytoczył 5 stanowisk, w późniejszych latach podano wiele następnych.
Nadrzewny saprotrof występujący w lasach na korze drzew. W Polsce notowany na korze olszy i sosny, ale w innych krajach także na innych gatunkach drzew (jodła, modrzew, świerk, sosna, brzoza, buk, topola, dąb) oraz na liściach osiki.